# لت ۳
لت ۳ (به انگلیسی: Let 3) گروه موسیقی اهل کرواسی است.
آن‌ها نماینده کرواسی در یوروویژن ۲۰۲۳ بودند.